# Aero A.300

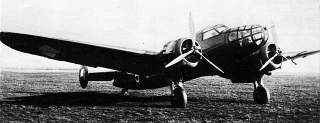
El a.300

El Aero A.300 era un avión bombardero checoslovaco que voló por primera vez en 1938 como un desarrollo muy refinado del A.304 (a pesar de lo que sugeriría la numeración).  
Diseñado por Aero como reemplazo de los obsoletos bombarderos Bloch MB.200 de fabricación local de la Fuerza Aérea Checoslovaca, el transporte- bombardero Aero A-304 formó la base de su diseño. El nuevo avión montó motores radiales Bristol Mercury IX de 610 kW / 820 hp y transportó tres ametralladoras para la defensa. El A-300 fue más rápido que cualquier otro avión checoslovaco en el inventario, excepto el caza Avia B-35. A pesar de mostrar muchas promesas, el estallido de la Segunda Guerra Mundial interrumpió el desarrollo y la producción del avión.

## Características generales
Tripulación: 3
Longitud: 13,5 m (44 pies 3 pulgadas)
Envergadura: 19,2 m (63 pies 0 pulg.)
Altura: 3,4 m (11 pies 2 pulgadas)
Área del ala: 45,4 m² (489 pies cuadrados)
Peso en vacío: 3,955 kg (8,719 lb)
Peso bruto: 4,347 kg (9,583 lb)
Central eléctrica: 2 × Bristol Mercury IX 9-cyl. motores de pistones radiales
Actuación

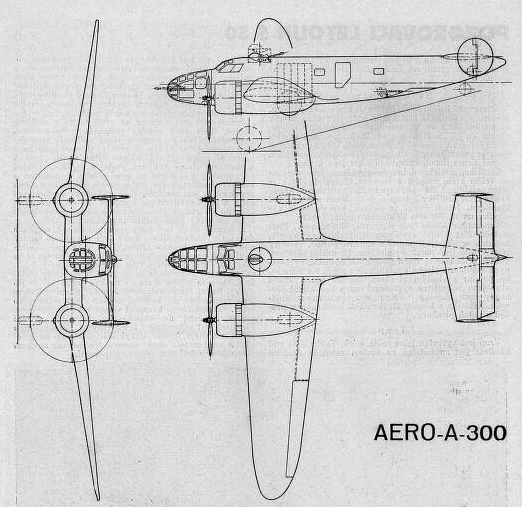
En perspectiva

Velocidad máxima: 456 km / h (283 mph, 246 kn)
Alcance: 2,200 km (1,400 mi, 1,200 nmi)
Techo de servicio: 9.400 m (30.800 pies)
Armamento
Pistolas:
1 × ametralladora fija de 7.92 mm vz.30 (Česká zbrojovka Strakonice) fija
1 × 7.92 mm vz.30 ametralladora en torreta dorsal
1 × 7.92 mm vz.30 ametralladora en posición ventral de disparo hacia atrás
Bombas: hasta 1,000 kg (2,200 lb) de bombas

## Operadores

### Fuerza aérea eslovaca (1939–45)
En 1936, el Ministerio de Defensa Nacional (MNO) de Checoslovaquia lanzó un programa para modernizar el Československeho Vojenskeho Letectva (ČSVL). Para responder al Tipo IV, un bombardero mediano muy rápido, Aero propuso el A. 206, un fuselaje modificado A.204, con una estructura reforzada para aceptar motores Bristol Mercury construidos bajo licencia de Walter. El programa atrajo a todos los fabricantes del país, Letov ofreció el Š-43, Avia el B-36 y B-158 (en), ČKD-Praga el E-48. Después de otras modificaciones, en particular la adopción de un plano de cola de dos colas, el A.206 se convirtió en A.300 y se inició un prototipo en 1937. Pero solo salió al aire en 1938, pilotado por Karel Vaněk . Este motor gemelo alcanzó 456 km / h a plena carga y se ordenó una serie de 15 aviones a ČKD-Praga bajo la designación B-72, mientras que Grecia estaba negociando una licencia de producción de 12 a 20 copias. En marzo de 1939, los alemanes confiscaron el prototipo y lo transfirieron a Focke-Wulf para su análisis. Entonces perdemos el rastro de ello.